# Les Goteres
Les Goteres és un monument del municipi de Vilanova de Sau (Osona) inclòs en l'Inventari del Patrimoni Arquitectònic Català.

## Descripció
Masia de planta quadrada coberta a dues vessants amb el carener perpendicular a la façana, orientada a migdia. Consta de planta baixa i primer pis. La façana presenta un portal rectangular a l'extrem esquerre i amb la llinda datada, tres finestres protegides amb reixes i un rellotge de sol. A llevant hi ha dues finestres, una a cada pis, amb una construcció circular a la part baixa, que ubica la cisterna a la qual s'accedeix a través d'unes escales. A ponent només s'hi obre una finestra. És construïda amb pedra basta formada per gresos vermells i aglomerats unida amb morter de calç i les obertures són de gresos més gruixuts de color vermell i alguns de blanquinosos, la qual cosa indica que aquestes pedres procedeixen d'un altre lloc, potser d'una altra edificació.

## Història
Ha estat restaurada recentment, donant-li una fesomia que segurament fuig de la primitiva masia. Alguns dels elements semblen transportats d'altres llocs, potser fins i tot una llinda datada el 1689.
Està situat dins la demarcació de l'antiga parròquia de Vilanova de Sau, terme que a partir del segle xvi experimentà un creixement notable, sobretot als segles xviii i xix. En el període comprès entre aquests tres segles passà de tenir 11 masos a tenir-ne 101. És fàcil que les Goteres es construís per aquest període, d'altra banda la llinda data també del segle xvii.